# Меморіальний будинок-музей М. Д. Зелінського
Меморіальний будинок-музей М. Д. Зелінського — Муніципальний заклад культури в місті Тирасполь, столиці Придністровської Молдавської Республіки. Входить до складу Тираспольського об'єднаного музею .

## Історія
Музей був відкритий 31 жовтня 1987 в будинку, де народився і провів своє дитинство видатний молдавський і радянський хімік-органік, творець наукової школи, один з основоположників органічного каталізу та нафтохімії, академік АН СРСР (1929), Герой Соціалістичної Праці (1945), лауреат Ленінської та Сталінської премій — Микола Дмитрович Зелінський.
Музей складається із чотирьох залів. У першому залі за типологічним принципом експозиція відтворює обстановку будинку Зелінських, а також дитинство вченого до переїзду до Одеси. Експозиція другого залу розповідає про життя Миколи Зелінського в Одесі, а потім про навчання та наукову діяльність у Німеччині, Москві та Петербурзі. У третій залі представлені експонати, що розповідають про другий московський період (1917—1953), а також матеріали, які розповідають про громадську та наукову роботу за радянських часів. Експозиція четвертої зали присвячена учням М. Д. Зелінського, які продовжили його справу, а також матеріали, присвячені пам'яті про великого вченого. Завершується експозиція четвертого залу розділом, який знайомить із сучасною продукцією хімічних підприємств республіки — тубами для зберігання сухих речовин, виробами для парфумерної промисловості та інші матеріали.
У 2013 році онук вченого Фелікс Зелінський-Плате подарував музею частину сімейного архіву. Експонати музею поповнили дві графічні картини, одну з яких написала дочка Миколи Зелінського — Раїса Зелінска-Плате, сімейні фотографії, листування вченого з учнями, набір запрошень на честь 220-річчя святкування Академії наук СРСР, до президії якої входив Зелінський, вітання з Героя Соціалістичної Праці та багато інших цінних речей.
За період до 2013 року музей відвідало понад півмільйона людей з різних країн: Росія, Україна, Молдова, Німеччина, Франція, Норвегія, Китай, Японія, США та інших.

## Реквізити
Адреса: м. Тирасполь, вул. 25 Жовтня, 44. Час роботи: вівторок — п'ятниця з 08:30 до 17:00; субота, неділя — з 10:00 до 18:00; вихідний — понеділок.